# Неогранённые драгоценности
«Неогранённые драгоценности» (англ. Uncut Gems) (другой перевод — «Неогранённые алмазы») — криминальный триллер, поставленный режиссёрами Джошем и Бенджамином Сафди по их совместному сценарию в соавторстве с Рональдом Бронштейном. Главные роли исполнили: Адам Сэндлер, Кевин Гарнетт, Идина Мензел, Лакит Стэнфилд и Эрик Богосян. Исполнительным продюсером ленты выступил Мартин Скорсезе. Премьера фильма состоялась 30 августа 2019 года на кинофестивале в Теллуриде, прокат ленты в кинотеатрах стартовал 13 декабря.
Фильм получил крайне высокие оценки от специализированной прессы. Многие критики сходятся во мнении, что это лучшая роль в карьере Адама Сэндлера.
Помимо работы Сэндлера, особой похвалы профессионального кинематографического сообщества удостоились режиссёры фильма, монтажёры, а также оператор Дариус Хонджи. Кинокартина была отмечена Национальным советом кинокритиков США как один из 10-ти лучших фильмов 2019 года. Также она стала самым кассовым фильмом кинокомпании A24, заработав $50 млн.

## Сюжет
В 2010 году на шахте в Африке, разрабатываемой эфиопскими евреями, происходит несчастный случай. Во время переполоха два шахтёра извлекают из горной породы редкий чёрный опал, оставляя его вмурованным в кусок руды.
Проходит 2 года. Говард Ратнер (Адам Сэндлер) — владелец ювелирного бутика «KMH Gems & Jewelry» в «Бриллиантовом районе» Нью-Йорка страдает лудоманией и погряз в карточных долгах, задолжав $ 100,000 своему шурину-ростовщику Арно (Эрик Богосян). Его личная жизнь разделена на два дома: он мечется между женой Диной (Идина Мензел), которая намерена подать на развод после празднования Песаха, и молодой любовницей Джулией (Джулия Фокс), которая работает в его ювелирном салоне. Намереваясь расплатиться с долгами, Говард заключает сделку по покупке опала, планируя перепродать его на аукционе за 1 000 000 долларов. В день, когда к нему привозят камень, в салон заходит баскетболист Кевин Гарнетт (играет самого себя). Говард показывает ему опал и тот становится буквально одержимым камнем, настаивая на том, чтобы ювелир одолжил ему опал перед важной игрой на удачу. Говард неохотно соглашается, принимая чемпионское кольцо Гарнетта «Бостон Селтикс» в качестве залога.
Сразу после ухода Гарнетта Говард закладывает кольцо в ломбард и делает ставку на команду «Селтикс». Он срывает крупный денежный куш, однако, во время школьного спектакля его дочери, Арно вместе с подручными, Филом (Кит Уильямс Ричардс) и Нико (Томми Коминик), устраивают на него засаду, требуя возврата долга. Арно рассказывает Говарду, что он отменил его ставку, так как она была сделана на невозвращённые ему деньги. После этого Фил и Нико раздевают ювелира догола и запирают в багажнике машины, вынуждая позвать жену на помощь. Возвратившись домой, Говард звонит своему сообщнику Демани (Лакит Стэнфилд) (который приводит в ювелирный салон клиентов за процент, в том числе Гарнетта), выясняя, что тот находится на вечеринке певца Уикенда (играет самого себя). Говард требует от Демани объяснений по поводу местонахождения опала, на что тот заявляет, что он всё ещё у Гарнетта, что сильно его злит. Приехав на вечеринку Говард приходит в ещё большую ярость обнаруживая Джулию и Уикенда наедине в туалете нюхающими кокаин, подозревая, что между ними была близость. После стычки с певцом он отчитывает Джулию и вышвыривает её из своей квартиры, несмотря на то, что она настаивает на своей верности.
На следующий день Гарнетт возвращает опал и предлагает купить его за $175 000, однако Говард отказывается, учитывая существенно большую оценку. Тем не менее, перед самым началом аукциона он получает уведомление, что эксперт оценил камень существенно ниже предполагаемой начальной стоимости. В отчаянии он убеждает своего тестя, Гуи (Джадд Хёрш), сделать несколько фиктивных ставок, чтобы завысить цену камня, однако план проваливается, когда Гарнетт пасует слишком рано. На улице Говард вновь сталкивается с Арно и его вышибалами, после короткой перепалки Фил и Нико избивают его и бросают в фонтан. Побитый и эмоционально сломленный Говард возвращается к себе в магазин, встречая там Джулию, которая утешает его и они мирятся.
Говард узнаёт, что Гарнетт все ещё хочет приобрести опал. Он соглашается и забирает деньги, но вместо того, чтобы расплатиться с долгами решает поставить всё на «Селтикс», веря в мистическую связь и удачу Гарнетта с опалом на руках. Говард отдаёт деньги Джулии, проинструктировав её сделать ставку на «Селтикс». После этого она улетает на вертолёте в казино «Мохеган-сан», едва не столкнувшись с Арно и его вышибалами, которые вновь возвращаются за долгом. Узнав о ставке, они приходят в бешенство и угрожают Говарду расправой, вывешивая его за ноги из окна. Он уступает их требованиям, но в последний момент, прежде чем всё отменить, он заявляет, что не может ничего поделать и кладёт трубку. Коллекторы намереваются уйти и остановить Джулию, однако Говард запирает их внутри магазина. Затем он включает телевизор и лихорадочно наблюдает за игрой, Арно, Филу и Нико также приходится смотреть матч. В итоге, после победы «Селтикс» Говард выигрывает свыше 1,2 миллиона долларов.
Когда торжествующий Говард освобождает Арно и его вышибал, Фил, сытый по горло выходками ювелира, тут же стреляет ему в лицо. Арно приходит в ужас, кричит на него и пытается убежать из магазина, однако разозлённый Фил стреляет в своего шефа и убивает его тоже. Между тем, счастливая Джулия покидает «Мохеган-сан» с сумками полными денег, намереваясь отправиться обратно к Говарду и не подозревая, что он уже убит. В это же время Фил и Нико разбивают витрины и грабят магазин — подчищая всё ценное — а мёртвый Говард лежит на полу, истекая кровью. Камера медленно приближается к пулевому отверстию, демонстрируя внутри него неогранённый драгоценный камень.

## В ролях
- Адам Сэндлер — Говард Ратнер
- Кевин Гарнетт — в роли самого себя
- Идина Мензел — Дина Ратнер
- Лакит Стэнфилд — Демани
- Джулия Фокс — Джулия Холмс
- Эрик Богосян — Арно
- Джадд Хирш — Гуи
- Палома Элсессер[англ.] — Кэт
- Кит Уильямс Ричардс — Фил
- Майк Франсеса[англ.] — Энтони
- Ноа Фишер — Марсель
- The Weeknd — камео
- Пом Клементьефф — Лексус
- Наташа Лионн — игрок из Бостона

## Выход
Мировая премьера фильма состоялась на кинофестивале в Теллуриде 30 августа 2019 года. Также он был показан на Международном кинофестивале в Торонто 9 сентября 2019 года. Фильм вышел в ограниченный кинопрокат 13 декабря, а в широкий — 25 декабря 2019 года.

### Критика
«Пару недель назад, когда киноакадемия «проигнорировала» меня, это напомнило мне тот случай в старшей школе, когда мне не дали за главную награду на всеми обожаемом конкурсе красоты. Её получил придурок в джинсовой куртке и с перьями в волосах, которого звали Шкипер Дженкинс. Но мои одноклассники присудили мне менее значимую награду — за индивидуальность. И сегодня, глядя на этот зал, я понимаю, что премия «Независимый дух» — это награда самым индивидуальным представителям Голливуда. И пусть завтра вечером все эти грёбаные придурки с перьями в волосах получат «Оскар». Зато их красивая внешность со временем померкнет, а наша индивидуальность будет сиять всегда!».
Рейтинг фильма на сайте Rotten Tomatoes составляет 92 % (основанный на 342 рецензиях со средней оценкой 8.4/10). Вердикт сайта гласит: «Фильм укрепляет статус братьев Сафди как мастеров кино с оголённым нервом и доказывает, что Адам Сэндлер остаётся внушительным драматическим актёром, когда ему предоставляют правильный материал». Средняя оценка ленты на сайте Metacritic равна 90 баллам из 100, на основе 56 рецензий, с вердиктом «всеобщее признание». В период т. н. «оскаровской гонки» Сэндлер считался одним из фаворитов премии, в итоге не получив даже номинацию.
В своей статье о международном кинофестивале в Торонто Венди Идэ из газеты The Guardian оценила «Неогранённые драгоценности» как один из лучших фильмов, показанных на этом мероприятии, назвав его «волнующим, захватывающим и напряжённым». «Замечательная работа Сэндлера», — подытожила она, назвав эту роль одной из лучших в карьере актёра, а также особо похвалив работу оператора. Кинокритик Антон Долин назвал роль Сэндлера в этом фильме лучшей в его карьере, подчеркнув, что «даже в восхитительной „Любви, сбивающей с ног“ он не был настолько хорош». Обозреватель Esquire Андрей Загудаев также назвал эту роль лучшей в фильмографии актёра, подчеркнув: «Здесь он выкладывается на все сто, собирая образ Ратнера через пот, кровь, слёзы, ругань, постоянное враньё, ехидные прищуры, рваную фирменную мимику и мерзкий занудный акцент дельцов из нью-йоркского Бриллиантового района. Это его фильм, это его триумф, это, возможно, роль всей его жизни». Рецензент портала Фильм.ру назвал «Неогранённые драгоценности» «выдающимся триллером братьев Сафди, сравнимым с двухчасовой панической атакой», особо выделив перформанс главного героя и посетовав об игнорировании фильма в целом и Сэндлера в частности в текущем сезоне наград. «Нет сомнений, что через несколько лет это будет восприниматься как очередной провал киноакадемии, которая в последние годы ошибается чаще обычного», — подытожил автор.
Развлекательный портал The A.V. Club поставил «Неогранённые драгоценности» на 92-е место в своём списке «Лучших фильмов 2010-х». Ведущий американский журнал посвящённый киноискусству The Hollywood Reporter поставил ленту на 2-е место в рейтинге «Лучших фильмов 2019-го года».

## Награды и номинации
| Награда                                        | Дата церемонии  | Категория                         | Номинант                              | Результат |
| ---------------------------------------------- | --------------- | --------------------------------- | ------------------------------------- | --------- |
| Американское общество специалистов по кастингу | 30 января 2020  | С большим бюджетом — комедия      | Франсин Мейслер                       | Номинация |
| «Выбор критиков»                               | 12 января 2020  | Лучший фильм                      | Неогранённые драгоценности            | Номинация |
| «Выбор критиков»                               | 12 января 2020  | Лучший режиссёр                   | Бенни и Джош Сафди                    | Номинация |
| «Выбор критиков»                               | 12 января 2020  | Лучшая мужская роль               | Адам Сэндлер                          | Номинация |
| «Выбор критиков»                               | 12 января 2020  | Лучший монтаж                     | Рональд Бронштейн и Бенни Сафди       | Номинация |
| Общество кинокритиков Детройта                 | 9 декабря 2019  | Лучшая мужская роль               | Адам Сэндлер                          | Номинация |
| Общество кинокритиков Детройта                 | 9 декабря 2019  | Лучшее использование музыки       | Неогранённые драгоценности            | Номинация |
| «Золотая малина»                               | 16 марта 2020   | Восстановление репутации          | Адам Сэндлер                          | Номинация |
| «Готэм»                                        | 2 декабря 2019  | Лучший фильм                      | Неогранённые драгоценности            | Номинация |
| «Готэм»                                        | 2 декабря 2019  | Лучшая мужская роль               | Адам Сэндлер                          | Номинация |
| «Готэм»                                        | 2 декабря 2019  | Актёрский прорыв                  | Джулия Фокс                           | Номинация |
| «Независимый дух»                              | 8 февраля 2020  | Лучший фильм                      | Неогранённые драгоценности            | Номинация |
| «Независимый дух»                              | 8 февраля 2020  | Лучший режиссёр                   | Бенни и Джош Сафди                    | Победа    |
| «Независимый дух»                              | 8 февраля 2020  | Лучшая мужская роль               | Адам Сэндлер                          | Победа    |
| «Независимый дух»                              | 8 февраля 2020  | Лучший сценарий                   | Рональд Бронштейн, Бенни и Джош Сафди | Номинация |
| «Независимый дух»                              | 8 февраля 2020  | Лучший монтаж                     | Рональд Бронштейн и Бенни Сафди       | Победа    |
| Ассоциация кинокритиков Лос-Анджелеса          | 8 декабря 2019  | Лучший монтаж                     | Рональд Бронштейн и Бенни Сафди       | Номинация |
| Национальный совет кинокритиков США            | 8 января 2020   | Лучшая мужская роль               | Адам Сэндлер                          | Победа    |
| Национальный совет кинокритиков США            | 8 января 2020   | Лучший оригинальный сценарий      | Рональд Бронштейн, Бенни и Джош Сафди | Победа    |
| Национальный совет кинокритиков США            | 8 января 2020   | Топ 10 лучших фильмов года        | Неогранённые драгоценности            | Победа    |
| Сообщество кинокритиков Нью-Йорка              | 7 января 2020   | Лучший режиссёр                   | Бенни и Джош Сафди                    | Победа    |
| Сообщество кинокритиков Оклахомы               | 15 декабря 2019 | Лучшая мужская роль               | Адам Сэндлер                          | Победа    |
| Сообщество кинокритиков Оклахомы               | 15 декабря 2019 | Лучший саундтрек                  | Дэниел Лопатин                        | Победа    |
| Общество кинокритиков Сан-Диего                | 9 декабря 2019  | Лучшая мужская роль               | Адам Сэндлер                          | Номинация |
| Общество кинокритиков Сан-Диего                | 9 декабря 2019  | Лучший режиссёр                   | Бенни и Джош Сафди                    | Победа    |
| Общество кинокритиков Сан-Диего                | 9 декабря 2019  | Лучший оригинальный сценарий      | Бенни и Джош Сафди                    | Номинация |
| Общество кинокритиков Сан-Диего                | 9 декабря 2019  | Лучший монтаж                     | Рональд Бронштейн и Бенни Сафди       | Номинация |
| «Спутник»                                      | 19 декабря 2019 | Лучший фильм — комедия или мюзикл | Неогранённые драгоценности            | Номинация |
| «Спутник»                                      | 19 декабря 2019 | Лучшая мужская роль               | Адам Сэндлер                          | Номинация |
| Ассоциация кинокритиков Сент-Луиса             | 15 декабря 2019 | Лучшая мужская роль               | Адам Сэндлер                          | Победа    |